# Lagen om avtagande marginalnytta
Lagen om avtagande marginalnytta kallas den ekonomiska lag som gör gällande att marginalnyttan avtar. Med andra ord, ju fler enheter av en vara som man konsumerar desto mindre nytta har man av en ytterligare enhet.
Ett exempel på en situation med avtagande marginalnytta är ätandet av äpplen. Det första äpplet smakar mycket bra och skänker stor tillfredsställelse. Det andra äpplet är också gott men inte i lika hög grad som det första. Efter två äpplen är man troligtvis trött på att äta äpplen och ett ytterligare äpple skänker inte särskilt stor tillfredsställelse.